# Jaime José Villarroel Rodríguez
Jaime José Villarroel Rodríguez (Porlamar, 17 de mayo de 1962) es un obispo católico venezolano, que ejerce  desde el 10 de abril de 2010 en el ministerio episcopal como II obispo de la diócesis de Carúpano.

## Biografía

### Primeros años y formación
Nació en Porlamar, diócesis de Margarita, el 17 de mayo de 1962.  
Curso estudios en el Instituto Universitario de Tecnología del Mar de Margarita, obteniendo el título de Técnico Superior de Mecánica Naval – Oficial de Máquina, posteriormente asistió al Seminario San José del Hatillo, en Caracas, donde estudio teología y filosofía.  

### Sacerdocio
Fue ordenado presbítero el 30 de julio de 1993, para la diócesis de Margarita. 
Durante su servicio como sacerdote en margarita ejerció las siguientes funciones: 
- Vicario de la parroquia San Simón Apóstol en Punta de Piedras.
- Vicario y luego párroco de la comunidad de San José de Paraguachí.
- Párroco de la catedral Nuestra Señora de La Asunción de Margarita.
- Coordinador diocesano del Instituto Venezolano de Capacitación Profesional de la Iglesia – INVECAPI.
- Desde el año 2001 se desempeñaba como vicario general de la diócesis de Margarita.
- De febrero de 2008 a enero de 2009 era administrador diocesano de la sede vacante de la misma diócesis.

## Episcopado

### Obispo de Carúpano
El 10 de abril de 2010, el Papa Benedicto XVI lo nombró II Obispo de la diócesis de Carúpano.
Es ordenado obispo el 26 de junio de 2010 en la catedral Nuestra Señora de La Asunción (Isla de Margarita) en el estado Nueva Esparta. por Mons. Rafael Ramón Conde Alfonzo (Obispo de Maracay), y como concelebrantes asistentes estuvieron Mons. Enrique Pérez Lavado (Obispo de Maturín) y Mons. Jorge Aníbal Quintero Chacón (Obispo de Margarita). 
Tomó posesión de la diócesis de Carúpano el día 3 de julio del año 2010 en ceremonia efectuada en la catedral de Carúpano

## Sucesión
| Predecesor: Mons. Manuel Felipe Díaz Sánchez | II Obispo de Carúpano Desde el 10 de abril de 2010 hasta la fecha. | Sucesor: EN EL CARGO |